# Crivina, Prahova
Crivina este un sat în comuna Gorgota din județul Prahova, Muntenia, România. Are o populație de 1.036 de locuitori.
La sfârșitul secolului al XIX-lea, satul era reședința unei comune aflate în plasa Crivina din județul Prahova; ea avea în compoziție satele Crivina și Fânari, cu o populație de 793 de locuitori, având o școală înființată în 1888 cu 57 de elevi (toți băieți) în 1893 și o biserică clădită în 1794 de locuitorii satului Crivina și reconstruită în 1840 de moșierul Dimitrie Ioanidis. Comuna a fost desființată în 1968, fiind inclusă în comuna Gorgota.
Satul Crivina este deservit de stația de cale ferată cu același nume aflată în apropiere pe calea ferată București–Ploiești, pe teritoriul comunei vecine Poienarii Burchii.